# Helina longiquadrata
Helina longiquadrata är en tvåvingeart som beskrevs av Xue och Wang 1986. Helina longiquadrata ingår i släktet Helina och familjen husflugor. Inga underarter finns listade i Catalogue of Life.